# Cámara de Representantes de Florida
La Cámara de Representantes de Florida es la cámara baja de la Legislatura de Florida, siendo la cámara alta el Senado de Florida. La cámara está compuesta por 120 miembros, cada uno elegido de un distrito de un solo miembro. Los mandatos de los representantes duran dos años, y comienzan inmediatamente después de su elección. Tras las elecciones de 2022, los republicanos cuentan con la mayoría en la Cámara de Representantes con 84 escaños, mientras que los demócratas son la minoría con 35 escaños.
El Artículo III, Sección 1 de la Constitución de Florida, adoptada en 1968, define el papel de la Legislatura y cómo se constituirá.

## Calificaciones
Los legisladores de Florida deben tener al menos veintiún años de edad, ser electores y ser residentes de su distrito, y deben haber residido en Florida durante al menos dos años antes de la elección.

## Composición
|                          | Partido | Partido   | Partido | Partido | Ind. | Vac. | Total |
| Republicano              | Dif.    | Demócrata | Dif.    |         | Ind. | Vac. | Total |
| ------------------------ | ------- | --------- | ------- | ------- | ---- | ---- | ----- |
|                          | Dif.    |           | Dif.    |         |      |      | Total |
| Bancas                   | 85      | 7         | 35      | 7       | -    | -    | 120   |
|                          |         |           |         |         |      |      |       |
| Último % de votos (2022) | 70,83%  | 70,83%    | 29,17%  | 29,17%  | -    |      |       |

## Liderazgos
| Posición             | Nombre            | Partido     |
| -------------------- | ----------------- | ----------- |
| Portavoz             | Paul Renner       | Republicano |
| Portavoz pro tempore | Chuck Clemons     | Republicano |
| Líder de la mayoría  | Michael Grant     | Republicano |
| Líder de la minoría  | Fentrice Driskell | Demócrata   |